# Membri ai Academiei Române - J
Aceasta este o listă a tuturor membrilor Academiei Române ale căror nume încep cu litera J, începând cu anul înființării Academiei Române (1866) până în prezent.
- Zsigmond (Sigismund) Jakó Pal (1916 - 2008), istoric, membru de onoare (1996)
- Ion Jalea (1887 - 1983), sculptor, membru titular (1963)
- Eugen Jebeleanu (1911 - 1991), poet, traducător, publicist, membru titular (1974)
- Vasile Petre Jitariu (1905 - 1989), biolog, membru titular (1974)
- Athanase Joja (1904 - 1972), filosof, logician, membru titular (1955)
- Mihail Jora (1891 - 1971), compozitor, dirijor, membru titular (1955)
- Ioan Jak Rene Juvara (1913 - 1996), medic, membru de onoare (1992)